# Ангеловка (Тернопольский район)
Ангеловка (укр. Ангелівка) — село в Байковецкой сельской общине Тернопольского района Тернопольской области Украины. Расположено на берегах реки Качава, в 14 км от Тернополя.
Население по переписи 2023 года составляло 791 человек. Занимает площадь 1,1 км². Почтовый индекс — 47715. Телефонный код — 352.

## История
С 1975 по 1991 год носило название Пигарево, названо в честь Н. Г. Пигорева — Героя Советского Союза.